# Džon Milton
Džon Milton (engl. John Milton, London, 9. decembar 1608 — London, 8. novembar 1674) engleski je književnik, to jest poznati esejista, pesnik i dramatičar. Njegov religiozni ep Izgubljeni raj smatra se jednim od najboljih dela napisanih na engleskom jeziku. To delo je napisano u vreme ogromanog verskog fluksa i političkih preokreta. Ono se bavi padom čoveka, uključujući iskušenje Adama i Eve od strane palog anđela Satane i njihovo proterivanje iz Rajskog vrta. Izgubljeni raj se smatra jednim od najvećih književnih dela ikada napisanih, i uzdigao je Miltonovu široku reputaciju kao jednog od najvećih pesnika u istoriji.
Milton je aktivno učestvovao u političkim borbama svoje epohe. Kad je nakon pogubljenja kralja u januaru 1649. objavio spis u kojem opravdava taj Kromvelov postupak, imenovan je sekretarom novoosnovanog državnog veća. Na tom poslu je izgubio vid 1652. godine. Nakon trijumfa kontrarevolucije 1660, njegove knjige su javno spaljivane, a on bačen u tamnicu, mada je ubrzo oslobođen.
Vilijam Hejlijeva biografija iz 1796. godine ga naziva „najvećim englekim autorom”, i on se generalno smatra „jednim od najprominentnijih pisaca na engleskom jeziku”, mada je kritički prijem oscilovao tokom vekova nakon njegove smrti (često zbog njegovog republikanizma). Samjuel Džonson je hvalio Izgubljeni raj kao „poemu koja ... u pogledu dizajna može da zauzme prvo mesto, a što se tiče performanse, drugo, među produkcijama ljudskog uma”, mada nije podržavao Miltonovo političko opredeljenje.

## Rani život i obrazovanje
Džon Milton je rođen u ulici Bred broj 9 u Londonu dana 9. decembra 1608. godine, kao sin kompozitora Džona Miltona i njegove supruge Sare Džefri. Stariji Džon Milton (1562–1647) preselio se u London oko 1583. pošto ga je njegov pobožni katolički otac Ričard „Rendžer“ Milton razbaštinio zbog prihvatanja protestantizma. U Londonu se stariji Džon Milton oženio Sarom Džefri (1572–1637) i postigao trajni finansijski uspeh kao pisar. On je živeo je i radio u kući u Čipsajdu, u ulici Bred gde se nalazila kafana Sirena. Stariji Milton je bio poznat po svojoj veštini kao muzički kompozitor, a ovaj talenat ostavio njegovog sina sa doživotnum zahvalnošću za muziku i prijateljstvo sa muzičarima kao što je Henri Laz.
Blagostanje Miltonovog oca omogućilo je njegovom najstarijem sinu da dobije privatnog učitelja, Tomasa Janga, škotskog prezbiterijanca sa magistraturom stečenom na Univerzitetu Sent Endruz. Jangov uticaj je takođe poslužio kao pesnikov uvod u verski radikalizam. Nakon Jangovog tutorstva, Milton je pohađao školu Svetog Pavla u Londonu, gde je počeo da uči latinski i grčki; klasični jezici su ostavili pečat na njegovu poeziju i prozu na engleskom (on je takođe pisao na latinskom i italijanskom).
Prve Miltonove kompozicije poznatog datuma nastanka su dva psalma napisana kad mu je bilo 15 godina u Long Beningtonu. Jedan od savremenih izvora su Kratki životi Džona Obrija, neujednačena kompilacija koja uključuje izveštaje iz prve ruke. U tom delu, Obri citira Kristofera, Miltonovog mlađeg brata: „Kada je bio mlad, veoma je naporno učio i sedeo je do veoma kasno, obično do dvanaest ili jedan sat noću”. Obri dodaje: „Njegov ten je bio izuzetno lep — bio je toliko lep da su ga zvali dama Hristovog koledža.“
Godine 1625, Milton je ušao u Hristov koledž na Univerzitetu u Kembridžu, gde je diplomirao 1629. godine, rangirajući se na četvrtom mestu od 24 diplome sa počastima te godine na Univerzitetu u Kembridžu. Zatim spremajući da postane anglikanski sveštenik, Milton je magistrirao na Kembridžu, okončavši studije dana 3. jula 1632.
Moguće je da je Milton bio rustikovan (suspendovan) u prvoj godini na Kembridžu zbog svađe sa svojim učiteljem, biskupom Vilijamom Čapelom. On je svakako bio kod kuće u Londonu u vreme posta 1626; tamo je napisao Elegia Prima, svoju prvu latinsku elegiju, Čarlsu Diodatiju, prijatelju iz Svetog Pavla. Na osnovu napomena Džona Obrija, Čapel je „išibao” Miltona. Ova priča je sada sporna, iako je Milton zasigurno mrzeo Čapela. Istoričar Kristofer Hil primećuje da je Milton očigledno bio rustikovan, i da su nesuglasice između Čapela i Miltona mogle biti  verske ili lične. Takođe je moguće da je, poput Isaka Njutna četiri decenije kasnije, Milton poslat kući iz Kembridža zbog kuge, koja je značajno pogodila Kembridž 1625.
Na Kembridžu je Milton bio u dobrim odnosima sa Edvardom Kingom; kasnije mu je posvetio „Lajsidas”. Milton se takođe sprijateljio sa anglo-američkim disidentom i teologom Rodžerom Vilijamsom. Milton je podučavao Vilijamsa na hebrejskom u zamenu za časove holandskog. Uprkos tome što je stekao reputaciju u pogledu pesničke veštine i opšte erudicije, Milton je patio od otuđenja među svojim vršnjacima tokom svog boravka u Kembridžu. Nakon što je jednom prilikom posmatrao svoje kolege studente kako pokušavaju da izvedu komediju na bini koledža, zabeležio je, „oni su sebe smatrali galantnim muškarcima, a ja sam ih smatrao budalama“.
Milton je takođe prezirao univerzitetski nastavni plan i program, koji se sastojao od pompeznih formalnih debata vođenih na latinskom o nejasnim temama. Njegov sopstveni korpus nije bio lišen humora, posebno njegova šesta predigra i njegovi epitafi o smrti Tomasa Hobsona. Dok je bio na Kembridžu, napisao je niz poznatih kraćih engleskih poema, uključujući „U jutro Hristovog rođenja“, „Epitaf o divnom dramskom pesniku, V. Šekspiru“ (njegova prva štampana pesma), L'Allegro, i Il Penseroso.

## Dela

### Poezija i drama
- 1629: On the Morning of Christ's Nativity
- 1630: On Shakespeare
- 1631: On Arriving at the Age of Twenty-Three
- 1632: L'Allegro
- 1632: Il Penseroso
- 1634: A Mask Presented at Ludlow Castle, 1634, commonly known as Comus (a masque)
- 1637: Lycidas
- 1645: Poems of Mr John Milton, Both English and Latin
- 1652: When I Consider How My Light is Spent (Commonly referred to as "On his blindness", though Milton did not use this title)[а]
- 1655: On the Late Massacre in Piedmont
- 1667: Paradise Lost
- 1671: Paradise Regained
- 1671: Samson Agonistes
- 1673: Poems, &c, Upon Several Occasions
- Arcades: a masque. (date is unknown).
- On his Deceased wife, To The Nightingale, On reaching the Age of twenty four.

### Proza
- Of Reformation (1641)
- Of Prelatical Episcopacy (1641)
- Animadversions (1641)
- The Reason of Church-Government Urged against Prelaty (1642)
- Apology for Smectymnuus (1642)
- Doctrine and Discipline of Divorce (1643)
- Judgement of Martin Bucer Concerning Divorce (1644)
- Of Education (1644)
- Areopagitica (1644)
- Tetrachordon (1645)
- Colasterion (1645)
- The Tenure of Kings and Magistrates (1649)
- Eikonoklastes (1649)
- Defensio pro Populo Anglicano [First Defence] (1651)
- Defensio Secunda [Second Defence] (1654)
- A Treatise of Civil Power (1659)
- The Likeliest Means to Remove Hirelings from the Church (1659)
- The Ready and Easy Way to Establish a Free Commonwealth (1660)
- Brief Notes Upon a Late Sermon (1660)
- Accedence Commenced Grammar (1669)
- History of Britain (1670)
- Artis logicae plenior institutio [Art of Logic] (1672)
- Of True Religion (1673)
- Epistolae Familiaries (1674)
- Prolusiones (1674)
- A brief History of Moscovia, and other less known Countries lying Eastward of Russia as far as Cathay, gathered from the writings of several Eye-witnesses (1682)
- De Doctrina Christiana (1823)

## Napomene
1. ↑  "When I consider how my light is spent" is one of the best known of Milton's sonnets. The last three lines (concluding with "They also serve who only stand and wait") are particularly well known, though rarely in context. The poem may have been written as early as 1652, although most scholars believe it was composed sometime between June and October 1655, when Milton's blindness was essentially complete.

## Literatura
- Murphy, Arthur (1837). The Works of Samuel Johnson, LL. D.: An essay on the life and genius of Samuel Johnson. New York, NY: George Dearborn.
- Beer, Anna. Milton: Poet, Pamphleteer, and Patriot. New York: Bloomsbury Press, 2008.
- Campbell, Gordon and Corns, Thomas. John Milton: Life, Work, and Thought. Oxford: Oxford University Press, 2008.
- Chaney, Edward, The Grand Tour and the Great Rebellion: Richard Lassels and 'The Voyage of Italy' in the Seventeenth Century (Geneva, CIRVI, 1985) and "Milton's Visit to Vallombrosa: A literary tradition", The Evolution of the Grand Tour, 2nd ed (Routledge, London, 2000).
- Dexter, Raymond. The Influence of Milton on English Poetry. London: Kessinger Publishing. 1922
- Dick, Oliver Lawson. Aubrey's Brief Lives. Harmondsworth, Middl.: Penguin Books, 1962.
- Thomas Stearns Eliot "Annual Lecture on a Master Mind: Milton", Proceedings of the British Academy 33 (1947).
- Fish, Stanley (2012). Versions of Antihumanism: Milton and Others. Cambridge: Cambridge University Press. ISBN 978-1-107-00305-7..
- Gray, Thomas. Observations on English Metre. "The Works of Thomas Gray". ed. Mitford. London: William Pickering, 1835.
- Christopher Hill. Milton and the English Revolution. London: Faber, 1977.
- Hobsbaum, Philip. "Meter, Rhythm and Verse Form". New York: Routledge, 1996.
- Hunter, William Bridges. A Milton Encyclopedia. Lewisburg: Bucknell University Press, 1980.
- Johnson, Samuel. "Rambler #86" 1751.
- Johnson, Samuel. Lives of the Most Eminent English Poets. London: Dove, 1826.
- Lewalski, Barbara K. The Life of John Milton. Oxford: Blackwells Publishers, 2003.
- A History of the County of Oxford: Volume 5: Bullingdon Hundred. 1957. стр. 122—134.
- David Masson. The Life of John Milton and History of His Time, Vol. 1. Cambridge: 1859.
- McCalman, Iain. et al., An Oxford Companion to the Romantic Age: British Culture, 1776–1832. Oxford: Oxford University Press, 2001.
- Andrew Milner. John Milton and the English Revolution: A Study in the Sociology of Literature. London: Macmillan, 1981.
- Milton, John. Complete Prose Works 8 Vols. gen. ed. Don M. Wolfe. New Haven: Yale University Press, 1959.
- Milton, John. The Verse, "Paradise Lost". London, 1668.
- Peck, Francis. "New Memoirs of Milton". London, 1740.
- Pfeiffer, Robert H. "The Teaching of Hebrew in Colonial America", The Jewish Quarterly Review (April 1955).
- Rosenfeld, Nancy. The Human Satan in Seventeenth-Century English Literature: From Milton to Rochester. Aldershot: Ashgate, 2008.
- Saintsbury, George. "The Peace of the Augustans: A Survey of Eighteenth Century Literature as a Place of Rest and Refreshment". London: Oxford University Press. 1946.
- Saintsbury, George. "A History of English Prosody: From the Twelfth Century to the Present Day". London: Macmillan and Co., 1908.
- Scott, John. "Critical Essays". London, 1785.
- Stephen, Leslie (1902). „New Lights on Milton”. Studies of a Biographer. 4. London: Duckworth & Co. стр. 86—129.
- Sullivan, Ceri. Literature in the Public Service: Divine Bureaucracy (2013).
- Toland, John. Life of Milton in The Early Lives of Milton. Ed. Helen Darbishere. London: Constable, 1932.
- von Maltzahn, Nicholas. "Milton's Readers" in The Cambridge Companion to Milton. ed. Dennis Richard Danielson, Cambridge: Cambridge University Press, 1999.
- Watts, Isaac. "Miscellaneous Thoughts" No. lxxiii. Works 1810
- C. V. Wedgwood Thomas Wentworth, First Earl of Strafford 1593–1641. New York: Macmillan, 1961.
- A. N. Wilson The Life of John Milton. Oxford: Oxford University Press, 1983.

## Spoljašnje veze
- [https://web.archive.org/web/20110713113518/http://www.johngeraghty.com/books/
- [http://www.samizdat.qc.ca/arts/theatre/masque_gm.htm
- , the home of John Milton (1608—1674)